# Albert Mol
Albert Mol est un acteur, écrivain et danseur néerlandais, né le 3 janvier 1917 à Amsterdam et mort le 9 mars 2004 à Laren. Il est particulièrement célèbre dans son pays pour avoir été le premier artiste à admettre publiquement son homosexualité.

## Biographie

### Jeunesse
Albert Mol naît en 1917 à Amsterdam, dans un refuge pour « femmes déchues » sur la rue Vondelstraat. Ils y restent un an, le temps pour la mère de prouver ses capacités. Ils partent vivre ensuite chez un ami, Cor Weber. La mère parvient à décrocher un emploi dans un bureau de poste, malgré des difficultés de par son statut de femme célibataire. Sur l'insistance de leurs voisins, Mol est envoyé au pensionnat Saint-Louis d'Amersfoort. Il y développe un goût pour le théâtre,, mais est notablement marqué par l'enseignement catholique. Il réalise alors que son attirance, notamment pour Saint-François d'Assise, révèle en fait de l'homosexualité.
,
Il rentre ensuite à Amsterdam, où il se met à côtoyer la vie nocturne. Il fréquente en particulier le café d'artistes Reijnders, et un pub de la rue Zeedijk où les hommes peuvent danser ensemble. Il a 17 ans quand il rencontre Wim Sonneveld, avec qui il entamera bientôt une collaboration durable dans le milieu des cabarets. Mais il échoue d'abord au concours d'entrée de l'école de théâtre de la ville, et emménage chez son ami Paul Huf. En 1937, il part pour Paris, où il suit un cours de danse auprès d'Olga Preobrajenskaya, une ancienne membre des Ballets russes de Diaghilev. Il rencontre le photographe Faan Nijhoff, et noue avec lui un amour qui durera quatre ans. Nijhoff, qui suit un cours mené par Man Ray et dont la mère vit avec le peintre anglais Marlow Moss, introduit Mol dans l'élite artistique de l'époque. De son côté, Sonneveld, qui l'a rejoint dans la capitale française, se rapproche d'Agnès Capri et Suzy Solidor, deux célébrités du monde des cabarets parisiens d'alors.

### Travaux artistiques
Mol et Sonneveld quittent Paris le 3 septembre 1939, jour de la déclaration de guerre de la France et du Royaume-Uni à l'Allemagne, et rentrent aux Pays-Bas. En 1943, auditionné au théâtre royal Carré avec la danseuse Fietje Giesen, il fait la rencontre de Lucy Bor, qui devient sa maîtresse. La même année, Sonneveld monte sa propre troupe de cabaret, où le rejoint Mol à partir de 1945. Celui-ci épouse Lucy Bor quand elle tombe enceinte, en 1948, et l'année suivante naît leur fille Kika à La Haye. Leur mariage ne durera pas, mais ils garderont l'un pour l'autre une amitié profonde.
Mol collabore à la Bouwmeester Revue (nl) en 1948, puis intègre en 1950 la troupe du Swedish Dance Theatre, pour laquelle il danse deux ans. Sonneveld lui confie un rôle dans son film Het Wonderlijke leven van Willem Parel (en) en 1955, puis joue deux ans plus tard dans une représentation de la pièce Beaucoup de bruit pour rien de Shakespeare. Il rejoint la distribution d'une version ballet des Trois Mousquetaires jouée à Prague, dirige une chorégraphie à Vienne, joue Arlequin dans une commedia dell'arte de Venise, et finit par intégrer la Scala de Milan, aux côtés du chorégraphe Jerzy Szabelewski (pl). En 1956, il part pour les États-Unis, où il rejoint la troupe du Turnabout Theatre (en) basée à Hollywood. En 1958, il joue un rôle de chef d'orchestre dans le film Fanfare de Bert Haanstra, qui refait appel à lui deux ans plus tard pour De zaak M.P. (nl). Peu après Sonneveld repart s'installer en France, tandis que Mol emménage en Achterhoek avec son nouvel amant, l'Américain Guerdon Bill,.
Dans les années 1960, Mol joue dans la série néerlandaise Ja zuster, nee zuster (nl). Il interprète un rôle dans une représentation de Pinnochio donnée en 1962 par le Scapino Ballet Rotterdam, et dirige cette même année une chorégraphie d'Irma la Douce. En 1965, il sort son roman Wat zien ik?, inspiré de ses rencontres dans le milieu de la prostitution,. Devenu rapidement un best-seller, il fait l'objet d'une adaptation au cinéma par le jeune réalisateur Paul Verhoeven, puis beaucoup plus tard, en 2006, d'une comédie musicale pour la scène. Mol met encore en scène en 1966 la comédie musicale Das Feuerwerk.

### Célébrité

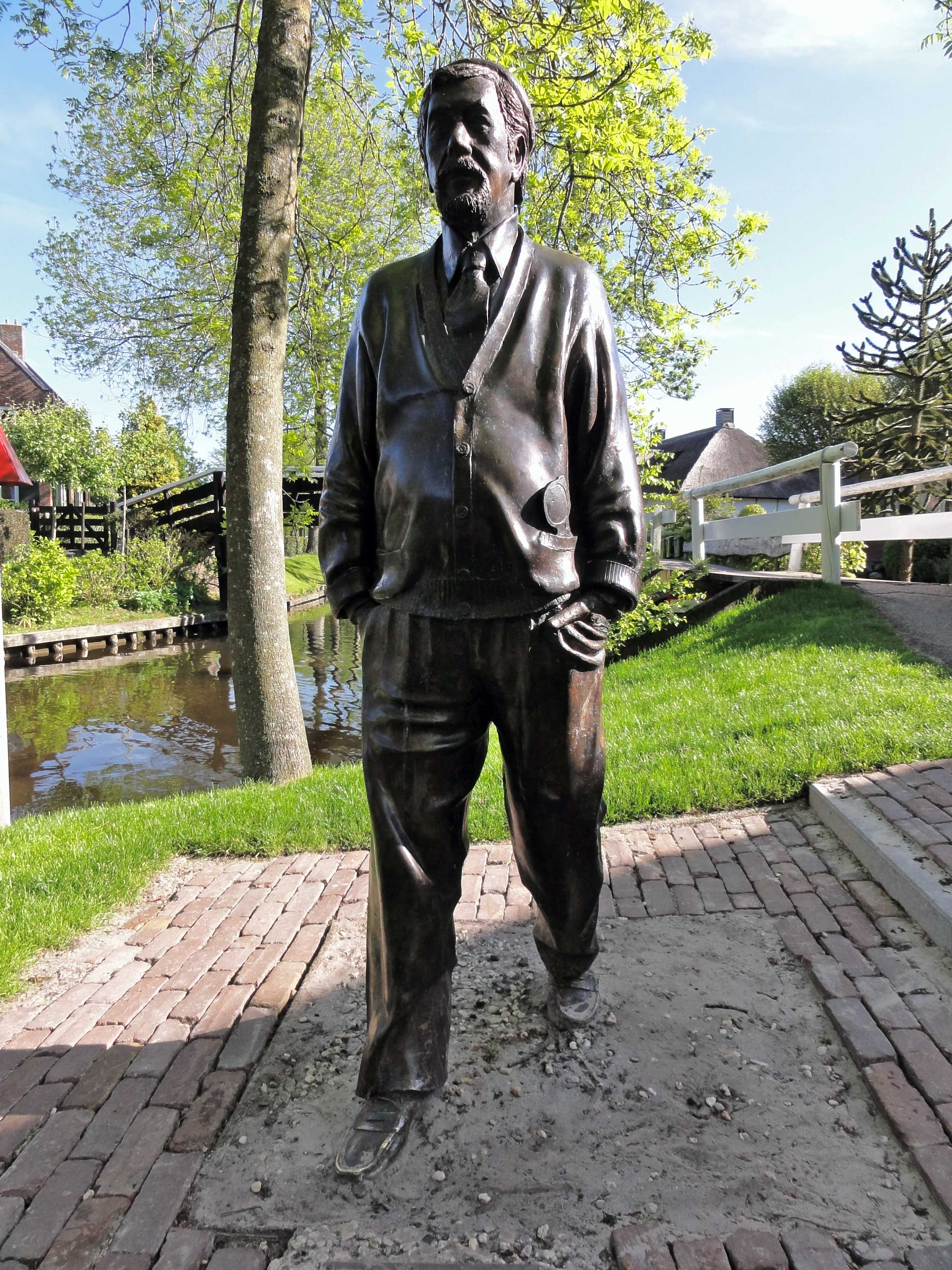
Statue d'Albert Mol à Giethoorn.

En 1969, en réponse à une question du présentateur Koos Postema durant l'émission de grande écoute Een groot uur U, il révèle ouvertement son homosexualité, devenant le premier personnage public à le faire ainsi. Durant les années 1970, il devient célèbre auprès du grand public en intégrant le jury du jeu télévisé Wie van de drie (nl), auquel il collabore pendant douze ans. Il continue néanmoins la danse, et tient encore quelques rôles, notamment dans les pièces De Jantjes et De Albert Mol story, tirée de sa propre vie, ainsi que dans une adaptation cinématographique de Lieve Jongens de Gerard Reve. Son ami Wim Sonneveld meurt en 1976.
En 1996, sa performance en vieille dame dans le docu-fiction Fout in 45 d'Arjan Ederveen (en) lui vaut une reconnaissance tardive de la critique. « La plus belle chose qui me soit arrivée », selon ses propres dires,.
Vers la fin de sa vie, Mol travaille comme dramaturge pour des associations d'aide aux toxicomanes, et écrit des chroniques pour un journal gay. Il a néanmoins toujours refusé d'intégrer le COC, le principal organisme de défense des droits LGBT des Pays-Bas, n'y voyant aucun intérêt particulier. En 1998, il épouse son compagnon de longue date Guerdon Bill. Ce dernier meurt en 2003, un avant Mol.
En 2008, une statue est érigée en son honneur à Giethoorn, pour les 50 ans du film Fanfare.

## Œuvre littéraire
- Breek me de bek niet open (avec Frans Mulder)
- Het doek viel te vroeg
- Wat Zien Ik!?
- Haar van Boven
- Blonde Greet
- Dag dag welterusten
- Mengele broek en pintje billen (autobiografisch)